# Gobliiins
La saga Gobliins de videojuegos para PC consiste en cuatro títulos desarrollados por Coktel Vision, y publicados por Sierra On-Line, salvo la última entrega, publicada por Société Pollene y Snowberry Connection. Esta saga está compuesta por Gobliiins (1991), Gobliins 2: El príncipe bufón (1992), Goblins 3 (1993) y Gobliiins 4 (2009).
Los juegos se pueden considerar una mezcla entre aventuras gráficas y juegos de puzles. El jugador necesita encontrar una solución dentro del nivel, consistente en una o más pantallas, para poder progresar en el juego. Un aspecto original de la saga es que el jugador maneja a menudo a varios personajes, cada uno con unas características concretas.
El nombre de los juegos contiene un juego con las letras, ya que el número de letras i muestra la cantidad de goblins que puede controlar el jugador. Es por ello que a menudo la gente se refiere a la saga como Gobli*ns.

## Gobliins
El juego original de la saga, publicado en 1991 por Sierra On-Line. En él controlamos a un equipo de tres goblins, Oups, Ignatius y Asgard, cada cual con una habilidad concreta. Oups es débil y puede recoger un objeto para combinarlo luego con otro objeto en pantalla o transportarlo a otro lugar. Asgard es más fuerte y puede trepar y pegar puñetazos, aunque no parece muy listo. Por último, Ignatius es un mago que puede utilizar sus habilidades con, habitualmente, efectos imprevisibles.
Muchas acciones dañan a los goblins, incluyendo dejarlos en un sitio poco seguro, usar objetos de manera incorrecta, o con el personaje inadecuado, o hacer lo propio con la magia. Todo ello irá reduciendo una barra de vida conjunta, que si se llega a vaciar el juego llegará a su fin.
El juego incluye un sistema de salvaguarda mediante códigos, que dependen del nivel y de la vida que tengas al terminarlo.

## Gobliins 2: El príncipe bufón
Gobliins 2 fue publicado en 1992 por Sierra On-Line, traducido al castellano y (en su versión en CD-ROM) con las voces originales en inglés. En esta ocasión el jugador controla a dos personajes con nombre propio: Fingus (inteligente, educado) y Winkle (todo lo contrario). Ambos pueden recoger varios objetos y combinarlos, habitualmente con diferentes resultados.
En esta ocasión, los niveles se componen de varias pantallas en la mayoría de las ocasiones. Puedes dar órdenes simultáneas a los goblins, de manera que, por ejemplo, uno puede distraer a alguien mientras el otro le roba. Además, se ha suprimido la barra de vida.
El sistema de salvaguarda es bastante más común en este caso, con posibilidad de guardar en cualquier momento.

## Gobliins 3
Conocido en algunos países como Goblins Quest 3, en esta aventura el jugador maneja a un goblin llamado Blount, aunque muchas veces es ayudado por otros personajes secundarios, como Chump el loro, Ooya el mago y Fulbert la serpiente. En un momento del juego, Blount es mordido por un lobo. A partir de ese momento, tendrá que vivir con sus cambios corporales de hombre lobo. En algún nivel, también podremos controlar a la amada de Blount, Wynona.
El juego en sí es muy parecido en estética y manejo a la entrega anterior, pero en esta ocasión muchas pantallas son más anchas que en entregas anteriores y tienen scroll lateral controlable con el ratón.

## Gobliins 4
En el año 2006, Pierre Gilhodes, uno de los creadores de la saga original, decidió realizar la cuarta entrega oficial de la saga Gobliins. Para ello, decidió en parte volver a los orígenes recuperando a los tres protagonistas de la primera parte y un control más o menos similar, y en parte saltar a las tecnologías de hoy en día realizando este título en 3D. Los protagonistas de la primera parte tendrán en esta ocasión la misión de buscar la mascota familiar del rey Badigoince, para lo cual tendrán que moverse a lo largo de 16 niveles, siendo habilidades de cada uno idénticas a las de la primera parte.
El título, tras tres años de desarrollo, sale a la luz a lo largo de marzo y abril de 2009 en diversos países europeos, siendo Rusia el primer país donde este título ve la luz, el 17 de marzo de 2009. Otros países donde ya se ha publicado o hay fecha próxima de publicación son, por orden cronológico, Alemania (7 de abril), República Checa y Eslovaquia (16 de abril), Polonia y Hungría (23 de abril) y Reino Unido (27 de abril). Se espera que también esté disponible próximamente en Francia, España e Italia, aunque en estas naciones aún no hay fecha confirmada. Otros países podrían añadirse a la lista próximamente. Las localizaciones en que estará disponible esta entrega serán francesa, inglesa, alemana, española, rusa y de otros países de Europa del Este.

## Curiosidades
- En Playtoons 1: Uncle Archibald, apareció el pequeño dragón de Goblins 3 en el modo historia y en el modo creativo.